# Пятихатки (Кропивницкий район)
Пятихатки (укр. П'ятихатки) — бывшее село в Дмитровской сельской общине Кропивницкого района Кировоградской области Украины.
До 2020 года входило в Знаменский район
Население по переписи 2001 года составляло 4 человека. Почтовый индекс — 27421. Телефонный код — 5233. Занимает площадь 2,09 км². Код КОАТУУ — 3522281904.
Снято с учёта решением Кировоградского областного совета от 13 июня 2022 года